# Proceroplatus pulchripennis
Proceroplatus pulchripennis är en tvåvingeart som först beskrevs av Senior-white 1922.  Proceroplatus pulchripennis ingår i släktet Proceroplatus och familjen platthornsmyggor.
Artens utbredningsområde är Sri Lanka. Inga underarter finns listade i Catalogue of Life.